# Sylvia Poorta
Sylvia Poorta (30 november 1961) is een Nederlandse actrice.

## Loopbaan
Sylvia Poorta volgde een toneelopleiding aan de Toneelschool Arnhem. Ze was van 1988 tot 1993 verbonden aan het Ro Theater en speelt sinds 2007 opnieuw bij dit gezelschap. Zij kreeg ook bekendheid door rollen in films als Coma (1994), Zus & Zo (2002), en Ik omhels je met 1000 armen (2006). In de musical Soldaat van Oranje speelde zij een aantal seizoenen de rol van koningin Wilhelmina. Vanaf september 2024 speelt zij opnieuw de rol van Koningin Wilhelmina in de musical Soldaat van Oranje. Deze rol deelt zij samen met Henriëtte Tol.
In 1996 won Poorta een Theo d'Or voor haar spel als Mefisto in Faust bij gezelschap De Trust.In 2002 werd de Mary Dresselhuys Prijs aan haar toegekend. In 2016 won ze een Musical Award voor Beste Vrouwelijke Bijrol in een grote musical voor haar rol in de familievoorstelling De Zere Neus van Bergerac. Sylvia Poorta is genomineerd voor de Colombina 2016, de prijs voor de meest indrukwekkende vrouwelijke ondersteunende rol, voor haar rol in Van Waveren. Ook in 2007 en 2009 werd ze genomineerd voor de Colombina.